# Den Offentlige Informationsserver
Den Offentlige Informationsserver (OIS) er en samling af en række danske registre relateret til ejendomsdata drevet af Erhvervs- og Byggestyrelsen. OIS er ikke dataejer men samler registrene og stiller dem til rådighed for offentligheden. 
Følgende registre er tilgængelige via OIS:
- Bygnings- og Boligregistret (BBR)
- Det Fælleskommunale Ejendomsstamregister (ESR)
- Krydsreferenceregistret (KRR)
- Matrikelregistret (MATR)
- De Officielle Standard Adresser og Koordinater (OSAK)
- Planregistret (PLAN)
- Statens Salgs- og Vurderingsregister (SVUR)

## Adgang til data
Data i OIS er i princippet gratis, men leverancen er dog finansieret af brugerne. Enkeltopslag kan udføres gratis på http://www.ois.dk Arkiveret 3. oktober 2020 hos  Wayback Machine, hvorimod masseudtræk kan leveres gennem en abonnementsordning eller købes gennem eksterne distributører.